# アーマンド・イアヌッチ
アーマンド・イアヌッチ（Armando Giovanni Iannucci, OBE, 1963年11月28日- ）は、スコットランド出身の映画監督。

## 略歴
グラスゴー生まれ。ナポリ出身の父と、イタリア系スコットランド人の母を持つ。後に共に仕事をする俳優のピーター・カパルディとは、近所で家が隣同士だったが、当時は互いに知り合いではなかった。
10代の頃はカトリックの司祭になるために神学校、グラスゴー大学、オックスフォード大学に通っていたが、後にコメディ作家の道に転向する。
オックスフォード卒業後は、BBCスコットランドで幾つかの番組を制作。その後、ロンドンのBBCラジオにてスティーブ・クーガン等のコメディアンの特集を組みながら、徐々に放送作家としての評価を高めていき、テレビでコメディドラマを制作するようになる。
2005年からスタートしたコメディドラマ『官僚天国！～今日もツジツマ合わせマス～』が大成功を収め、英国アカデミー賞テレビ部門でも賞を受賞すると、2009年には本作のスピンオフとして劇映画『In the Loop』を発表し、映画業界にも進出。アカデミー脚色賞にノミネートされる。
2012年には政治風刺コメディドラマの『Veep/ヴィープ』を制作し、プライムタイム・エミー賞で作品賞を受賞。コメディ作家としての地位を確立する。
2018年には『スターリンの葬送狂騒曲』を発表し、トロント国際映画祭で初上映された。

## 主な監督作品
- チューブ・テイルズ エピソード6「マウス」 Tube Tales: Mouth (1999) 脚本も
- 官僚天国！～今日もツジツマ合わせマス～ The  Thick of It (2005) 脚本も
- In the Loop (2009) 脚本も
- スターリンの葬送狂騒曲 The Death of Stalin (2017) 脚本も
- どん底作家の人生に幸あれ! The Personal History of David Copperfield (2019) 脚本・製作も